# Rhodesian Brushstroke

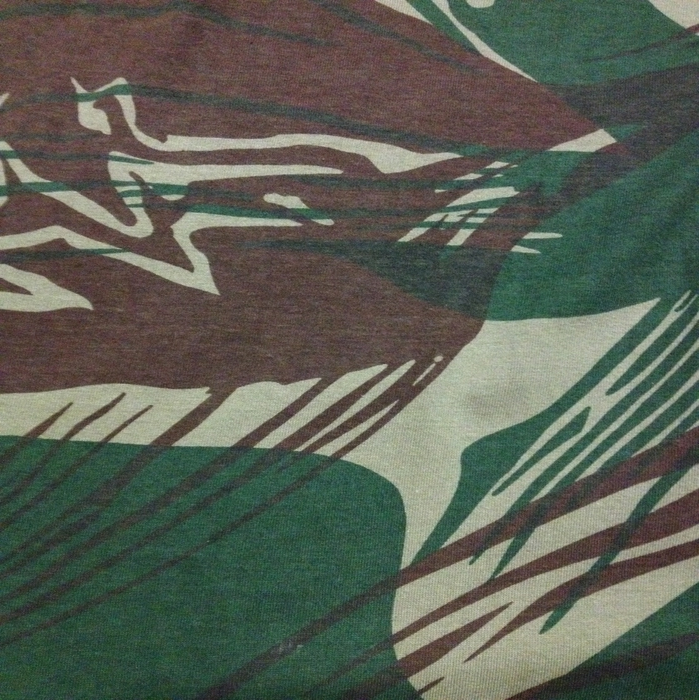
Un esempio di mimetica Rhodesian Brushstroke.

Il Rhodesian Brushstroke è un tipo di camuffamento militare in uso ai membri delle Forze di sicurezza rodesiane dal 1965 al 1980, anno della sua sostituzione da parte delle mimetiche di tipo lizard stripe, di derivazione francese. Era la mimetica in dotazione all'Esercito rodesiano e al BSAP (British South Africa Police), sebbene sia stato usato in minor misura anche dal personale INTAF (l'ala paramilitare del Ministero degli Affari Interni rodesiano) e dalle truppe speciali sudafricane nei raid in Mozambico. Il Rhodesian Brushstroke è attualmente usato dall'Esercito nazionale dello Zimbabwe.

## Storia e sviluppo
Il design del Rhodesian Brushstroke è simile a quello del DPM (Disruptive Pattern Material) britannico e consiste in una serie di larghe chiazze irregolari e striature verdi e marrone su sfondo color sabbia finalizzate a spezzare e confondere i contorni di chi indossa tale tipo di mimetica. Inizialmente le forze armate rodesiane indossavano uniformi color cachi, ma lo scoppio della guerra civile in Rhodesia, avvenuto nel 1964, spinse l'esercito a progettare un tipo di mimetismo più appropriato e specifico per quella regione. L'iniziale carenza di equipaggiamenti fu superata grazie all'assistenza tecnica da parte di Sudafrica e Portogallo, e la Rhodesia iniziò a sviluppare una produzione propria di nuove uniformi militari.

## Impiego
Le prime uniformi mimetiche rodesiane erano delle tute monopezzo, ma erano troppo pesanti per quel clima e i regolamenti militari riguardanti le uniformi erano spesso trascurati. I militari locali spesso modificavano le loro uniformi accorciando le maniche o comprando privatamente magliette mimetiche che imitavano quelle ufficiali dell'esercito, e solitamente preferivano indossare pantaloni corti grigiastri o cachi al posto di quelli lunghi. Nonostante le forze armate rodesiane riconoscessero l'utilità del Rhodesian Brushstroke, criticarono la mediocre qualità del tessuto e dichiararono che la qualità delle uniformi indossate dai volontari NATO era assai superiore.
Uniformi rodesiane rubate finirono in alcune occasioni nelle mani dei combattenti dello ZIPRA (Esercito di liberazione popolare dello Zimbabwe) e dell'MPLA (Movimento popolare di liberazione dell'Angola), che le usarono come travestimento per impersonare soldati governativi dell'esercito regolare. Le divise dell'esercito rodesiano furono fornite anche ad alcuni battaglioni sudafricani che le utilizzarono nel corso di operazioni clandestine in Rhodesia.
L'Esercito dello Zimbabwe adottò questa mimetica poco prima della seconda guerra del Congo. Attualmente il Rhodesian Brushstroke è prodotto in due differenti varietà cromatiche: una con le tipiche chiazze e striature su sfondo color sabbia, adatta agli ambienti aridi come la savana durante la stagione secca, e una simile ma con sfondo verde chiaro per la stagione delle piogge.
Durante lo sviluppo di un nuovo tipo di mimetismo nei primi anni 2000, i Marines statunitensi valutarono oltre 100 tipi di camuffamenti esistenti, e giudicarono il Rhodesian Brushstroke come uno dei tre migliori schemi precedentemente sviluppati, insieme al CaDPat e al Tigerstripe. Nessuno di questi tre modelli fu adottato, tuttavia il MARPAT attualmente in uso mette insieme elementi di tutte e tre le mimetiche.